# Nord 2501

Um Noratlas da Força Aérea Portuguesa durante a Guerra Colonial Portuguesa

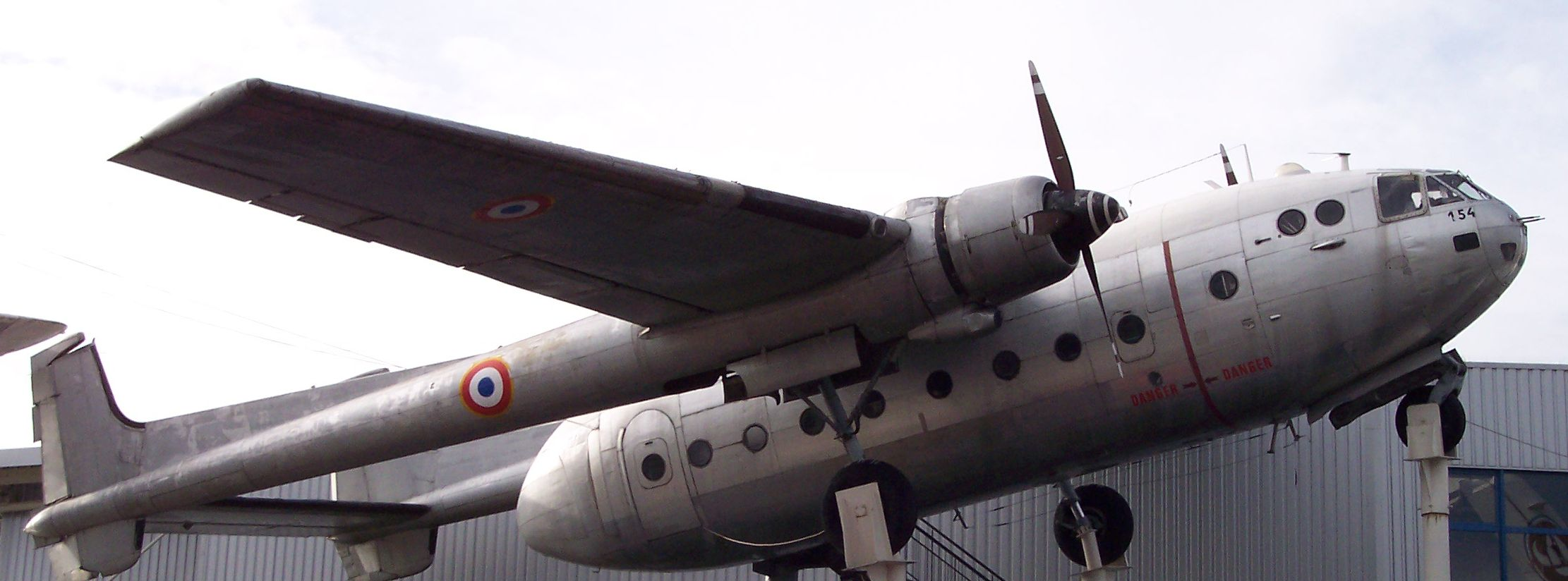
Noratlas no Museu Técnico de Berlim.

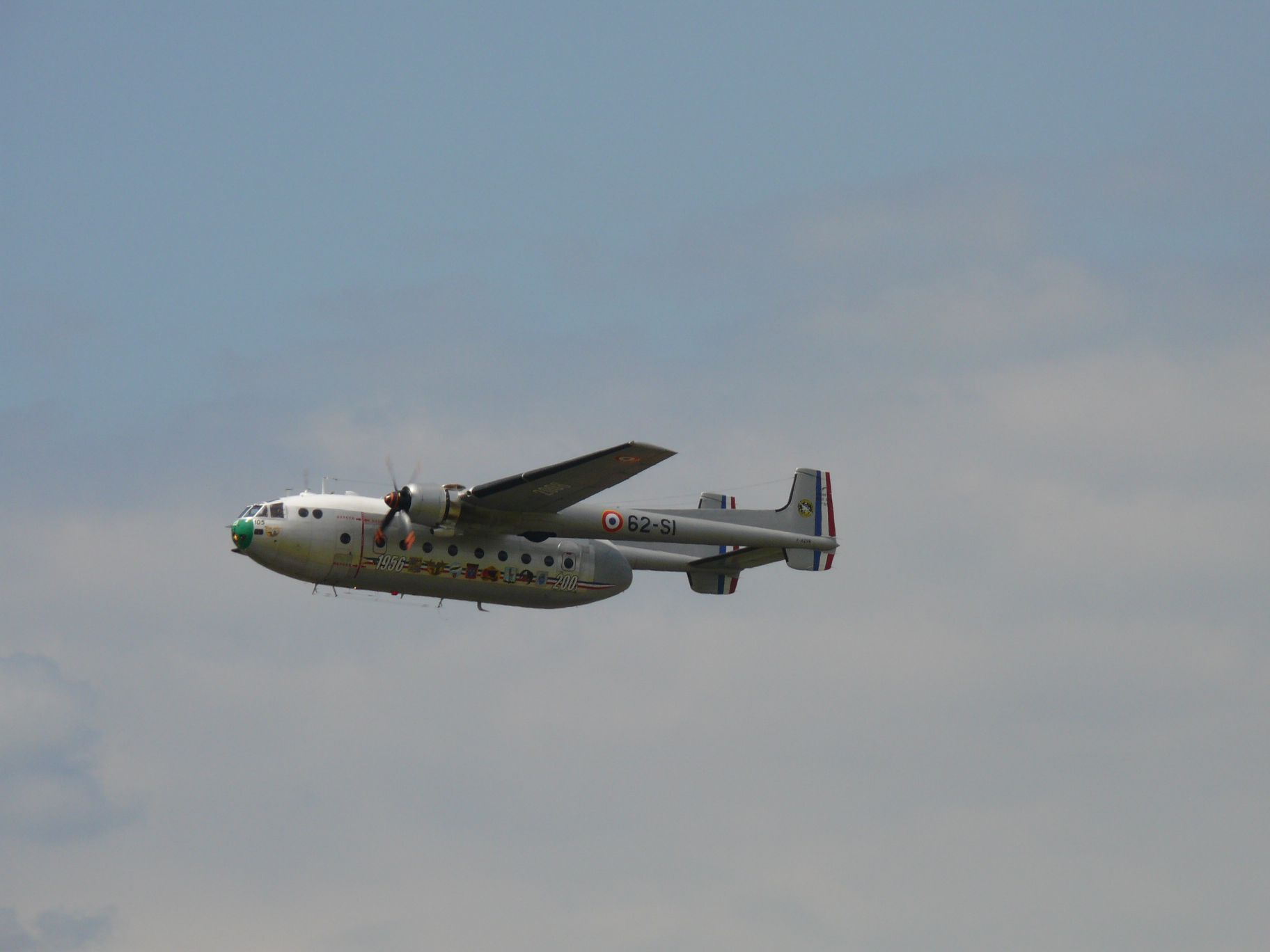
Noratlas em voo no Salon du Bourget de 2009.

Nord 2501 Noratlas, mais conhecido por Noratlas (em Angola era também conhecido como Barriga de Ginguba), foi um avião de transporte militar de construção francesa. Era um bimotor de dupla cauda e de asa alta, concebido e produzido pela Nord-Aviation nos finais da década de 1940. Foram construídos cerca de 400 exemplares, dos quais alguns destinados ao transporte comercial de passageiros, tendo sido utilizado por uma dezena de países até à sua retirada definitiva de serviço na década de 1980.

## Concepção
Em 1947 foi lançado um concurso público destinado à aquisição de um avião de transporte para ser utilizado pela Força Aérea Francesa em substituição dos aparelhos construídos durante a Segunda Guerra Mundial que então estavam em uso. Pretendia-se um avião de concepção moderna e robusta, capaz de substituir os diversos modelos de avião de transporte, de origens diversas, em uso pela Força Aérea Francesa. O projecto ganhador foi o Nord 2500 proposto pela Nord-Aviation, tendo sido encomendados dois protótipos, os quais foram construídos em 1948. O primeiro avião do modelo fez o seu voo inaugural a 10 de Setembro de 1949 no aeródromo de Melun-Villaroche, equipado com dois motores SNECMA Gnome et Rhône 14R de 1 600 cv cada. 
Denominado Nord 2501, o segundo protótipo foi equipado com motores mais possantes, sendo seleccionados equipamentos Bristol Hercules 739 de 2040 cv, fabricados em França sob licença do construtor britânico. Este modelo fez o seu primeiro voo a 20 de novembro de 1950 e os dois protótipos entraram de imediato num programa de ensaios destinado a validar a sua utilização. Apesar de um acidente sofrido a 6 de Julho de 1952, foi o modelo 2501 que foi seleccionado para construção em série.
A primeira aeronave de série descolou a 24 de Novembro de 1952 e entregue à Força Aérea Francesa em junho de 1953, iniciando um plano de entregas que atingiria um total de 208 exemplares dos 425 que foram construídos. Os restantes Noratlas foram exportados para a República Federal da Alemanha (onde seriam fabricados adicionalmente 124 Nord 2501-D sob licença e montados outros 57, depois de ter recebido 25 unidades integralmente construídas em França), para a Grécia (52 aviões novos), para Israel (6 aviões novos e 16 ex-alemães) e para Portugal (6 aviões novos e 26 outros usados de diversas origens). Alguns foram vendidos a companhias de aviação civil, entre as quais Air Algérie, para utilização como aviões de transporte de passageiros ou de carga. 
No decurso da vida útil do aparelho, os diversos operadores de Noratlas foram vendendo ou cedendo as aeronaves a outras entidades, como Angola (que recebeu aviões portugueses), Djibouti e Moçambique. 
O último Noratlas em estado de voo está baseado em França, no aeródromo de Marignane, onde é mantido pela associação Le Noratlas de Provence, que conseguiu obter em 2006 a classificação do aparelho como Monumento histórico da França. O avião sobrevivente fez o seu voo inaugural a 24 de Maio de 1956, tendo passado sucessivamente pelos esquadrões de Touraine, Sahara, C.I.E.T, Anjou, G.A.M.O.M 88, Bigorre, C.I.F.A.S e Vercors.

## Versões
Foram produzidas as seguintes versões de Noratlas:
- Nord 2500 : primeiro protótipo com motores SNECMA Gnome et Rhône R14;
- Nord 2501 : segundo protótipo e aviões de série com motores Bristol Hercules 739. Alguns deste aviões foram modificados para utilização em guerra electrónica (Nord Gabriel) e para treino de radionavegação;
- Nord 2501-D : versão construída sob licença na Alemanha pela firma Weserflugzeugbau (WFB) (depois VFW) de Bremen e pela HFB de Hamburgo;
- Nord 2502 : versão destinada ao transporte civil (47 passageiros, equipada com motores Turboméca Marboré IIE de 400 kg/p no bordo da asa;
- Nord 2503 : versão equipada com motores Pratt & Whitney R 2800 (um único protótipo);
- Nord 2504 : adaptação do Nord 2502 para treino na luta anti-submarina (um único exemplar)[2];
- Nord 2506 : adaptação do Nord 2502 para pistas curtas e irregulares e aumento da autonomia (2 protótipos);
- Nord 2507 : adaptação para busca e salvamento no mar (jamais construído);
- Nord 2508 : Nord 2503 equipado com dois reactores Marboré no bordo das asas (2 protótipos).

## Países utilizadores

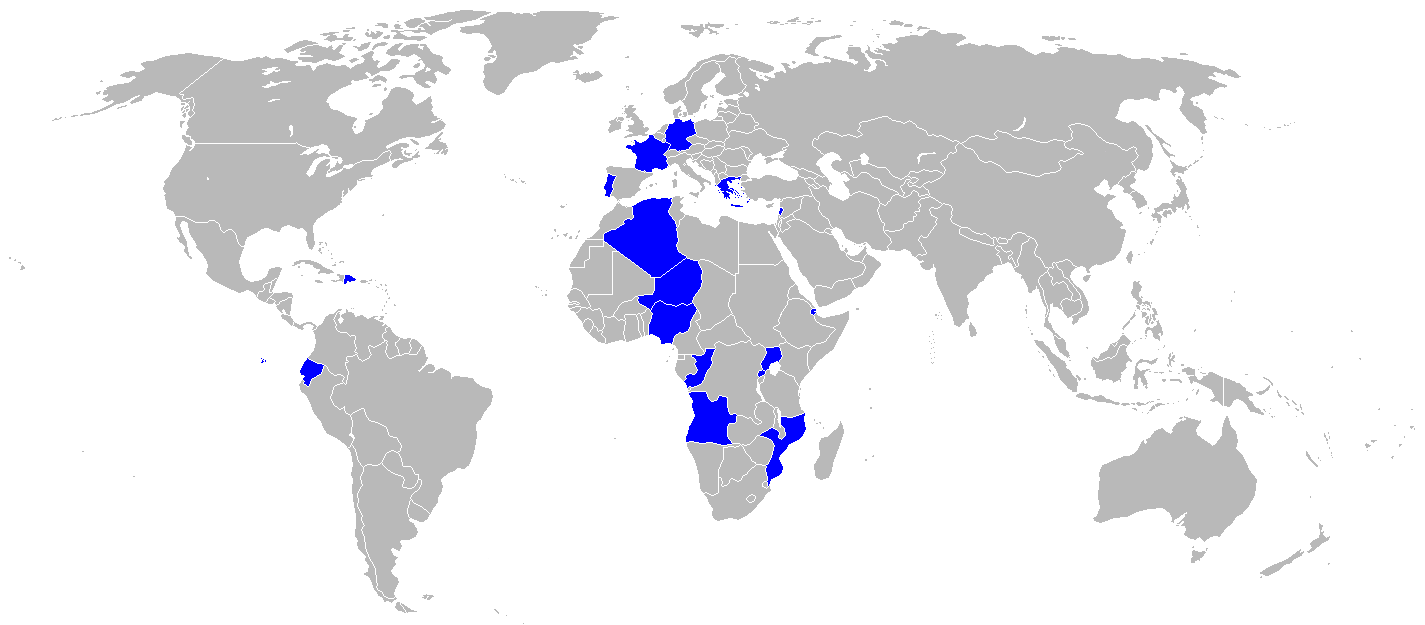
Países utilizadores.

- França (versões militar e civil)
- Argélia (apenas a versão civil)
- Alemanha
- Angola
- Djibuti
- Grécia
- Israel
- Moçambique
- Níger
- Nigéria
- Portugal
- Ruanda
- Uganda

### Aviões similares
- Fairchild C-119 Flying Boxcar